# Christine Bergmann

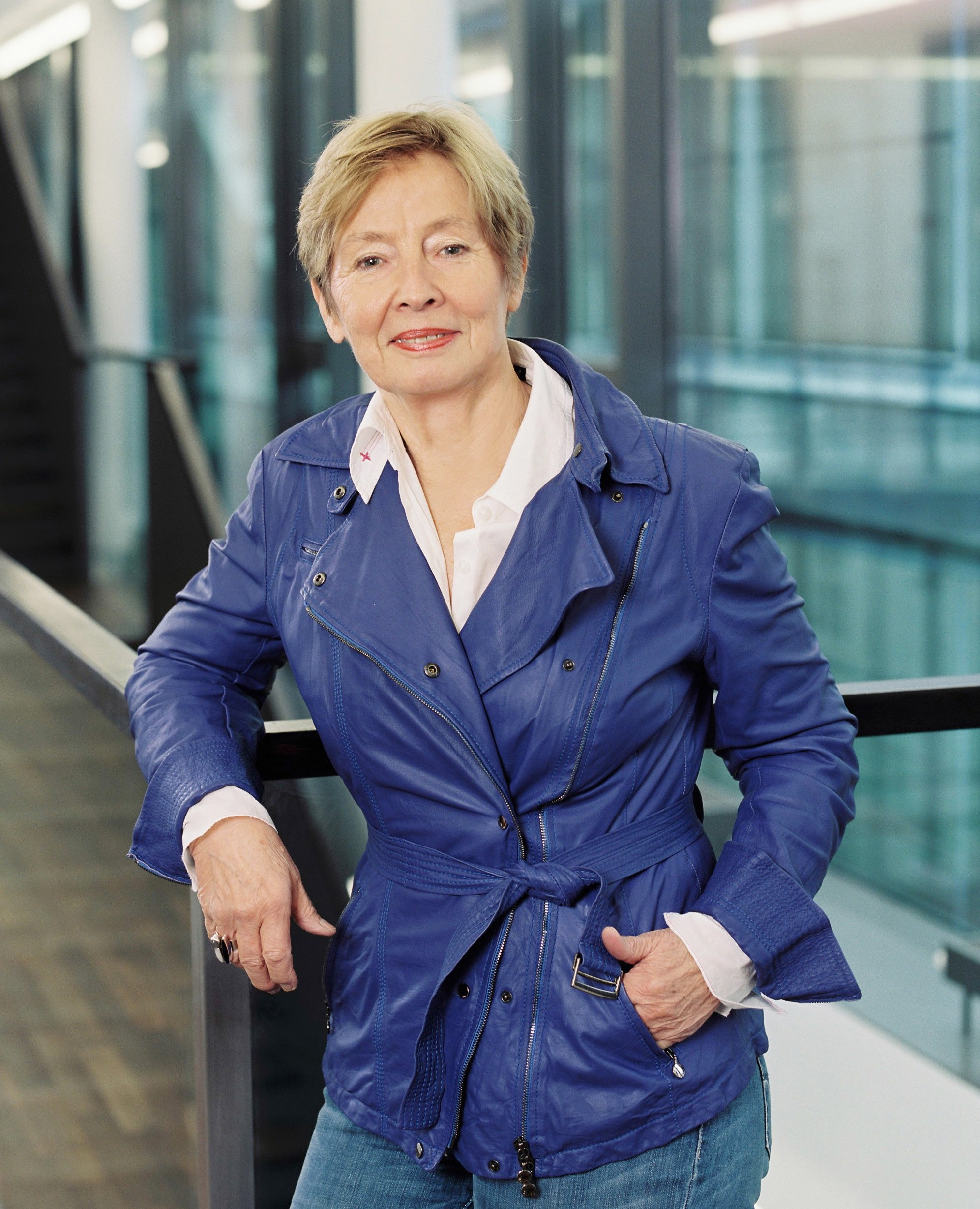
Christine Bergmann 2010

Christine Bergmann (* 7. September 1939 in Dresden) ist eine deutsche Politikerin (SPD). Die Apothekerin war die letzte Präsidentin der Berliner Stadtverordnetenversammlung, Bürgermeisterin von Berlin, von 1991 bis 1998 Berliner Senatorin und von 1998 bis 2002 Bundesministerin für Familie, Senioren, Frauen und Jugend.

## Leben

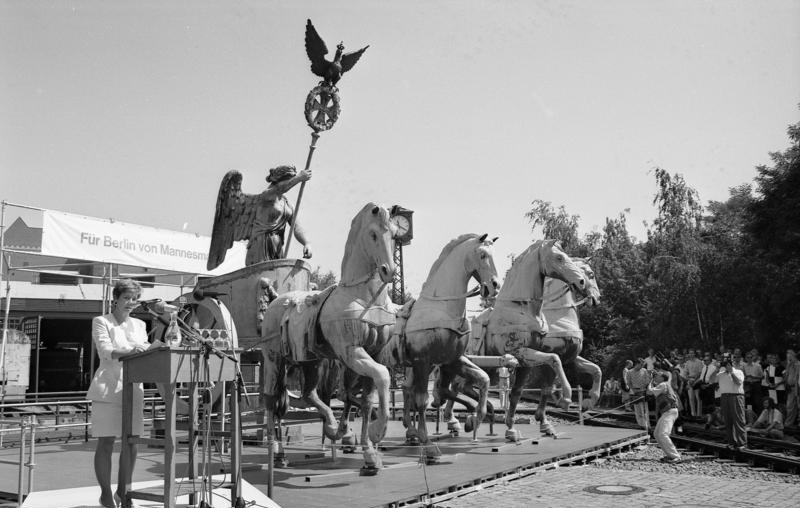
Rede 1991 zur Enthüllung der restaurierten Quadriga

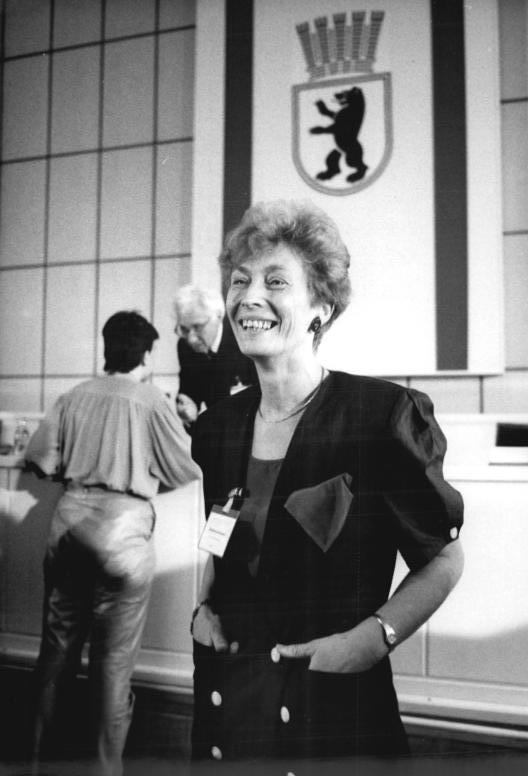
1990

Nach dem Abitur im Jahr 1957 nahm Bergmann ein Studium der Pharmazie an der Karl-Marx-Universität Leipzig auf, das sie 1963 mit dem Staatsexamen abschloss. Sie arbeitete anschließend als Apothekerin in Berlin und war ab 1967 freiberufliche Mitarbeiterin beim Zentralblatt für Pharmazie, Pharmakotherapie und Laboratoriumsdiagnostik. Von 1977 bis 1990 war sie als wissenschaftliche Mitarbeiterin am Institut für Arzneimittelwesen der DDR tätig und dort Leiterin der Abteilung für Arzneimittelinformation. Zugleich übernahm sie die Leitung des Redaktionssekretariates beim Zentralblatt für Pharmazie. 1989 wurde sie an der HU Berlin mit dem Dissertationsthema Zur Effektivität der Arzneimittelinformation in der DDR promoviert.
Unmittelbar nach der Wende trat Bergmann in die SDP ein. Im September 1990 wurde sie im Zuge des Vereinigungsparteitages Mitglied der SPD. Von 1990 bis 2004 war sie stellvertretende Landesvorsitzende der Berliner SPD und von 1995 bis 2004 Mitglied des SPD-Bundesparteivorstandes. Nach dem Rücktritt Peter Strieders übernahm sie von April bis Juni 2004 kommissarisch den Landesvorsitz der Berliner SPD.
Bergmann gehörte von Mai 1990 bis Januar 1991 der Berliner Stadtverordnetenversammlung an und amtierte zugleich als deren Präsidentin. Von Januar 1991 bis zum 26. Oktober 1998 war sie Mitglied des Berliner Abgeordnetenhauses und Bürgermeisterin von Berlin. Im Senat Diepgen III (1991–1996) war sie Senatorin für Arbeit und Frauen, im Senat Diepgen IV (1996–1998) Senatorin für Arbeit, Berufliche Bildung und Frauen.
Vom 27. Oktober 1998 bis zum 22. Oktober 2002 war sie im ersten Kabinett Schröder Bundesministerin für Familie, Senioren, Frauen und Jugend. Sie gehörte zusammen mit Kurt Biedenkopf zu den Ombudsleuten, die die Wirkung der „Hartz“-Reformen beobachten und Regierung und Parlament bei anstehenden Überarbeitungsprozessen beraten sollten. Eines ihrer Anliegen als Ministerin war es, die Sittenwidrigkeit freiwilliger Prostitution abzuschaffen und Prostituierten den Zugang zu den sozialen Sicherungssystemen zu ermöglichen.
Christine Bergmann war von 2003 bis 2008 Mitglied der Kirchenleitung der Evangelischen Kirche Berlin-Brandenburg-schlesische Oberlausitz (EKBO).
Von März 2010 bis Oktober 2011 war Christine Bergmann Unabhängige Beauftragte zur Aufarbeitung des sexuellen Kindesmissbrauchs im Auftrag der Bundesregierung. In dieser Funktion folgte ihr im Oktober 2011 Johannes-Wilhelm Rörig, der Anfang der 1990er Jahre vorübergehend ihr Büro als Berliner Senatorin geleitet hatte. Von Januar 2016 bis Dezember 2023 war sie Mitglied der Unabhängigen Kommission zur Aufarbeitung sexuellen Kindesmissbrauchs.
Seit Juni 2011 ist Christine Bergmann Mitglied im Stiftungsrat der Stiftung Zukunft Berlin.
Seit dem 1. Oktober 2012 saß sie im Aufsichtsrat der ZDF Enterprises GmbH, mindestens bis 31. Dezember 2015.
Christine Bergmann ist Mitglied im Ehrenrat von AMCHA Deutschland, der zentralen Organisation für die psychosoziale Hilfe von Überlebenden des Holocaust und ihren Nachkommen in Israel.

## Privat
Christine Bergmann ist verwitwet. Ihr Mann war Veterinärmediziner und Professor an der Berliner Freien Universität. Sie hat erwachsene Kinder.

## Standpunkte

### Sadomasochismus und Pornografie
In einem Interview mit dem Nachrichtenmagazin Der Spiegel forderte Bergmann im November 1998 unter anderem ein generelles Verbot sogenannter „Gewaltpornografie“, das heißt ein generelles Verbot des Verkaufs, Verleihs und Besitzes sadomasochistischer Pornografie, eine Forderung, die zum Beispiel Alice Schwarzer im Rahmen der sogenannten PorNO-Kampagne seit den 1980er Jahren vertritt.
Die Forderung wurde bundesweit von Sadomasochisten stark kritisiert und als versuchte Kriminalisierung rezipiert. Anfragen sadomasochistischer Interessenvertreter ließ Bergmann zunächst unbeantwortet. Nachdem Der Spiegel einen kritischen Leserbrief der Gruppe SMart Rhein-Ruhr e. V. veröffentlicht hatte, reagierte das Ministerium mit einer Antwort. Darin hieß es: „Frau Bundesministerin Dr. Bergmann beabsichtigt, die bisherige Straflosigkeit der Verbreitung von sexuell erniedrigenden Darstellungen von Frauen, die nicht eindeutig der harten Pornographie unterfallen, aus frauenpolitischer Sicht zu überdenken.“

### Prostitution
Im Jahr 2001 forderte sie im Interview mit Der Spiegel ein Ende der „Sittenwidrigkeit der Prostitution“. Sie forderte dort eine sowohl rechtliche als auch soziale Absicherung der Frauen, die im Bereich der Prostitution arbeiten.

## Ehrungen und Auszeichnungen
- 2007: Verdienstorden des Landes Berlin[22]
- 2011: Verdienstkreuz 1. Klasse der Bundesrepublik Deutschland[23]
- 2012: Louise-Schroeder-Medaille
- 2012: Stadtälteste von Berlin